# Glyptaesopus
Glyptaesopus é um gênero de gastrópodes pertencente a família Borsoniidae.

## Espécies
- Glyptaesopus oldroydi (Arnold, 1903)
- Glyptaesopus phylira (Dall, 1919) [2]
- Glyptaesopus proctorae (M. Smith, 1936) [3]
- Glyptaesopus xenicus (Pilsbry & Lowe, 1932) [4]